# Cleistes tenuis
Cleistes tenuis är en orkidéart som först beskrevs av Heinrich Gustav Reichenbach, och fick sitt nu gällande namn av Rudolf Schlechter. Cleistes tenuis ingår i släktet Cleistes, och familjen orkidéer. Inga underarter finns listade i Catalogue of Life.